# Juan B. Peñalba
Juan Basílides de Peñalba y Aranda (Salta, 7 de septiembre de 1867 - ciudad de Buenos Aires, 2 de marzo de 1938).
Hijo de Manuel Basílides de Peñalba y de la Zerda, (estanciero y propietario de la Bodega “La Banda” y grandes porciones de hectáreas en la zona de Cafayate; uno de los principales pioneros de la industria vitivinícola en los valles salteños y la región), y de doña María Mercedes Aranda.
Fue su hermano, Francisco Tomás de Peñalba y Aranda. 
Se graduó de médico en la Universidad de Buenos Aires. Obtuvo el título de Doctor con una destacada tesis sobre el tratamiento del Bocio. Allí entabló amistad con Juan B. Justo y otros destacados profesionales.
Vivió unos años en Olavaria, provincia de Buenos Aires, donde ejerció la medicina y se inició en la política, ocupando el cargo de Intendente.
Regresó luego a Salta, donde conjugó el cuidado de los campos y bodegas familiares, con el ejercicio de la medicina y la actividad política.
En 1905 se casó con su sobrina segunda Elvira Arias Cornejo Aranda, con quien tuvo catorce hijos.
En Salta fue presidente de la Unión Cívica Radical; fue legislador provincial, vicegobernador y presidente de la Legislatura, y Convencional constituyente provincial. Electo vicegobernador de Joaquín Castellanos, debió reemplazarlo en la gobernación durante varias oportunidades, desempeñando el cargo interinamente durante un año (1919). Las primeras dos décadas del siglo XX se caracterizaron por un marcado empobrecimiento y estancamiento de la economía salteña. Durante este periodo se registró una fuerte baja de las ventas de ganado y el comercio salteño que se vio reducido a una sexta parte de comienzos de siglo idéntico panorama experimentaron los productores salteños de vinos y aguardientes que llevaron su producción a Chile o migraron a las ciudades.
Instó y logró la aprobación y promulgación de leyes de contenido social, avanzadas para la época, como ser la “Ley Güemes”, que contemplaba la rehabilitación del Indio y del Gaucho.
Al dejar el cargo el Dr. Castellanos, ocupó la gobernación nuevamente para completar su mandato hasta el 11 de noviembre de 1921.
Desde 1918 fue profesor del Colegio Nacional de Salta y en 1920 el presidente Yrigoyen lo designó Rector del Colegio Nacional, cargo que desempeñó varios años. Después de enviudar, se trasladó a Buenos Aires, donde pasó los últimos años de su vida alejado de la actividad política.
Fue socio del Club 20 de Febrero.-